# Takahiro Kawamura
Takahiro Kawamura (født 4. oktober 1979) er en tidligere japansk fodboldspiller.
Han har spillet for flere forskellige klubber i sin karriere, herunder Júbilo Iwata.